# Myrlilja
Myrlilja (Narthecium ossifragum) är en art i familjen myrliljeväxter och förekommer i västra Europa. Den växer på kärr- och myrmark i hela västra och norra Norge, sällsyntare i sydöstra delen av landet. Den är tämligen vanlig i västra Götaland, sällsyntare i östra Götaland och de västra landskapen från Värmland till Jämtland.
Myrliljan är en kärrväxt, lysande till sin blomning genom de höggula blommorna i tät klase. Bladen är av samma typ som hos svärdslilja (Iris pseudacorus): skivan är dubbelvikt, varjämte dess hälfter är sammanvuxna utom basen, som bildar en öppen slida, så att den blir hoptryckt från sidorna och vänder en kant, inte en bredsida mot stjälken. Eftersom bladen sitter i två rader, blir hela bladrosetten starkt tillplattad. Stjälkbladen är reducerade till slidformiga fjäll. Frukten är ett fröhus och fröna är spolformiga och trådlikt förlängda i båda ändarna.
Myrliljan är giftig för betande djur, till exempel får, i synnerhet för lammen. 
I "Den virtuella floran" finns ingen uppgift om giftighet. Att speciellt får kan få levermaskar beror inte på själva växten utan på underlaget den växer på.

## Synonymer
Abama ossifraga (L.) DC.
Anthericum ossifragum L.
Anthericum palustre Salisb. nom. illeg.
Narthecium anthericoides Hoppe ex Mert. & W.D.J.Koch
Narthecium palustre Bubani nom. illeg.
Tofieldia ossifraga (L.) Chaub.